# Oonops olitor
Oonops olitor är en spindelart som beskrevs av Simon 1910. Oonops olitor ingår i släktet Oonops och familjen dansspindlar.
Artens utbredningsområde är Algeriet. Inga underarter finns listade i Catalogue of Life.